# Vidouville
Vidouville ist eine Ortschaft und eine Commune déléguée in der französischen Gemeinde Saint-Jean-d’Elle mit 142 Einwohnern (Stand 1. Januar 2022) im Département Manche in der Normandie sowie im Bereich des Arrondissements Saint-Lô. Die bis zum 1. Januar 2016 bestehende Gemeinde wurde durch ein Dekret vom 26. November 2015 mit Notre-Dame-d’Elle, Précorbin und Rouxeville zur Commune nouvelle Saint-Jean-d’Elle zusammengelegt. Nachbarorte sind Montrabot im Norden, Sallen im Nordosten, La Vacquerie im Osten, Biéville im Südosten, Lamberville im Süden und Rouxeville im Westen.

## Bevölkerungsentwicklung
| Jahr      | 1962 | 1968 | 1975 | 1982 | 1990 | 1999 | 2008 |
| --------- | ---- | ---- | ---- | ---- | ---- | ---- | ---- |
| Einwohner | 156  | 141  | 113  | 120  | 111  | 116  | 123  |

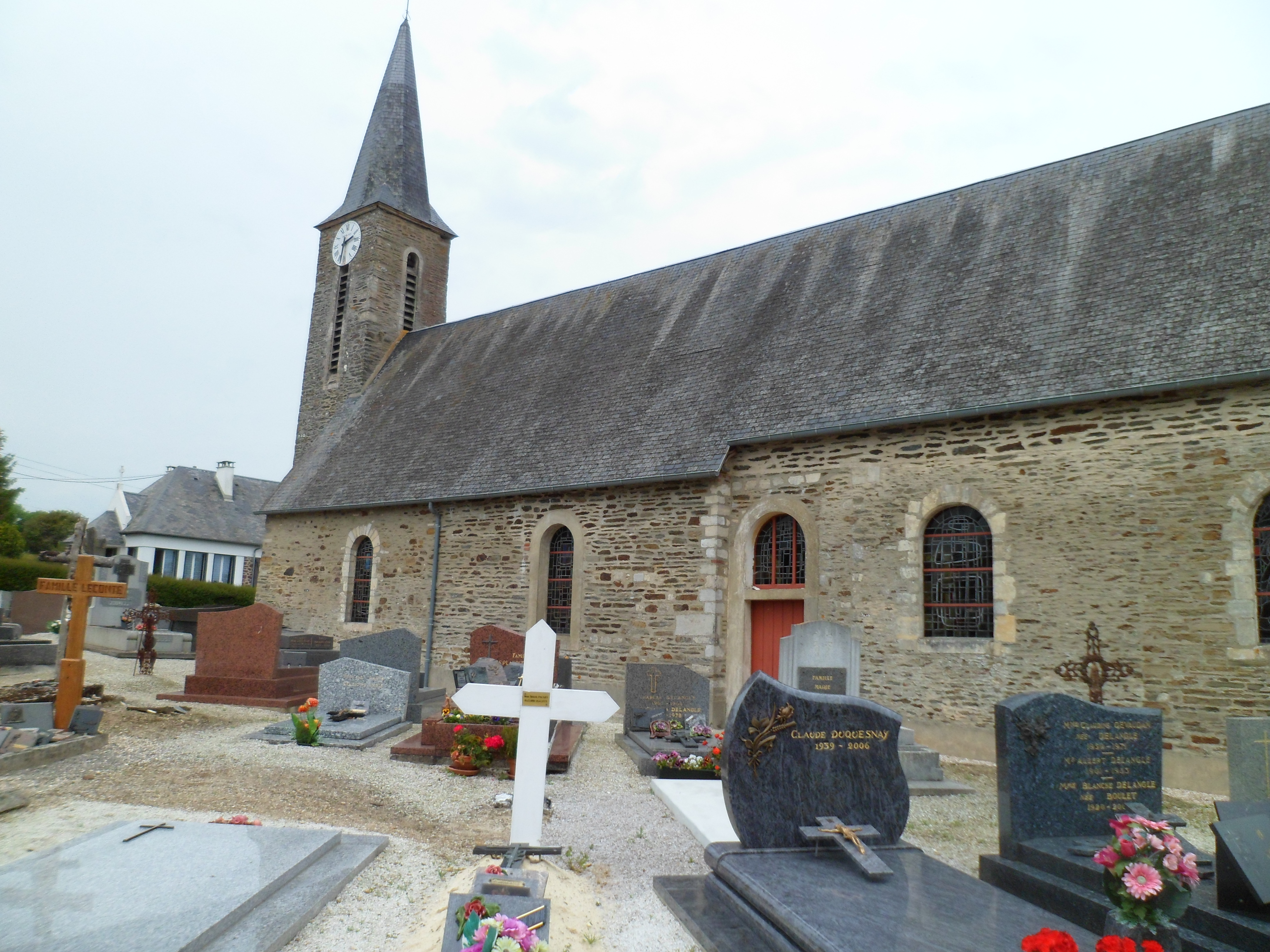
Kirche Saint-Pierre